# Anna Sophia von Anhalt
Anna Sophia von Anhalt (* 15. Juni 1584 in Dessau; † 9. Juni 1652 in Oberkranichfeld) war durch Heirat eine Gräfin von Schwarzburg-Rudolstadt und 1619 Mitbegründerin der Tugendlichen Gesellschaft.

## Leben
Anna Sophia war die jüngste Tochter des reformierten Fürsten Joachim Ernst von Anhalt und seiner Gemahlin Eleonore, Tochter des Herzogs Christoph von Württemberg und von dessen Gattin Anna Maria von Brandenburg-Ansbach. Joachim Ernst von Anhalt hatte aus zwei Ehen 15 weitere Kinder. So wuchs Anna Sophia mit zahlreichen Geschwistern auf, verlebte eine glückliche Jugend und erhielt mit und durch ihre Geschwister eine umfangreiche Bildung. Sie war erst zwei Jahre alt, als ihr Vater im Dezember 1586 starb. Daraufhin ging ihre Mutter Eleonore am 25. Mai 1589 eine zweite Ehe mit dem verwitweten Landgrafen Georg I. von Hessen-Darmstadt ein, der aus seiner ersten Ehe sechs kleine Kinder hatte. Eleonore übersiedelte nun mit fünf Söhnen und drei Töchtern, darunter Anna Sophia, nach Darmstadt an den Hof ihres zweiten Gemahls. Dieser hatte ebenfalls einen positiven Einfluss auf seine Stiefkinder. Auch in späteren Jahren herrschten gute Beziehungen zwischen allen anhaltinischen und hessischen Geschwistern.
Ab etwa 1602 lebte Anna Sophia vorzugsweise in Weimar am Hof ihrer zehn Jahre älteren Schwester Dorothea Maria, zu der sie eine enge Bindung hatte. In Weimar erwies sie sich als wissbegierige Bücherliebhaberin. Nach dem Tod von Dorothea Marias Gatten, Herzog Johann von Sachsen-Weimar († 31. Oktober 1605), half Anna Sophia ihrer verwitweten Schwester bei der Erziehung von deren acht Söhnen, die ihre Tante sehr gern hatten. Im Dezember 1612 lud Dorothea Maria den innovativen und sprachkundigen Pädagogen Wolfgang Ratke an ihren Weimarer Hof ein, um sein Schulreformprogramm zu testen. Hier lernte Anna Sophia Ratke kennen und erlernte durch ihn Italienisch, Lateinisch und Hebräisch. Sie und ihre Schwester ließen auch eine neue Schulordnung ausarbeiten.
Während ihrer Zeit in Weimar traf Anna Sophia den Grafen Karl Günther von Schwarzburg-Rudolstadt, der seit 1612 über den Rudolstädter Teil der ererbten Territorien seines Vaters regierte. Am 4. Juni 1613 heiratete sie ihn in Weimar, doch war kurz zuvor ihre gesamte Aussteuer durch die Thüringer Sintflut vernichtet worden. Fünf Tage nach der Hochzeit zog das Paar in Rudolstadt ein. Die Ehe verlief harmonisch, blieb aber kinderlos. Das Paar residierte in Rudolstadt in einem Schloss, das später den Namen Heidecksburg erhielt. Anna Sophia sorgte für die Umgestaltung des Schlossgartens. Nach dem Erwerb der Oberherrschaft Kranichfeld durch ihren Ehemann (1620) wohnte sie meist mit ihm im dortigen Schloss.
Im Juli 1617 weilte Anna Sophia am Sterbebett ihrer bei einem Reitunfall verunglückten Schwester Dorothea Maria in Weimar. Als hochgebildete Frau imponierte ihr die im nächsten Monat erfolgte Stiftung der Fruchtbringenden Gesellschaft, zu deren Gründern ihr Bruder, Fürst Ludwig I. von Anhalt-Köthen, und gleichgesinnte Adlige zählten. Nach dem Vorbild dieser Sprachakademie rief sie mit acht weiteren hochadligen Damen am 5. September 1619 im Rudolstädter Schloss die nur für Frauen zugängliche Tugendliche Gesellschaft ins Leben. Deren Mitglieder waren protestantische Vertreterinnen des reichsfreien deutschen Adels. Ziel der Gesellschaft war die Verbesserung der Bildung ihrer Mitglieder, die jeweils bei ihrer Aufnahme einen eigenen Gesellschaftsnamen erhielten. Hierbei nahm Anna Sophia den Namen „Die Getreue“ an. Meist kommunizierten die in der Gesellschaft zusammengeschlossenen Aristokratinnen über eine ausgedehnte Korrespondenz.
Unterdessen überschattete der 1618 ausgebrochene Dreißigjährige Krieg die letzten 12 Regierungsjahre von Graf Karl Günther. Der von seiner Gattin Anna Sophia geschätzte Pädagoge Wolfgang Ratke weilte auf ihre Einladung ab 1622 einige Jahre lang in Rudolstadt. Die Gräfin gründete eine Mädchenschule, in der Ratke nach der von ihm entworfenen neuen Lehrmethode unterrichten konnte. Nach dem Tod ihres Gatten (24. September 1630) erhielt Anna Sophia die Oberherrschaft Kranichfeld und Könitz. Sie erlebte die Folgen des Dreißigjährigen Kriegs; ihr Herrschaftsgebiet wurde öfters geplündert, und das Oberschloss in Kranichfeld diente als Lazarett sowie Herberge für durchziehende Armeen. In Kranichfeld gewährte Anna Sophia auch dem verfolgten Ratke Asyl, empfahl ihn 1633 erfolglos dem schwedischen Reichskanzler Axel Oxenstierna und stand ihm bis zu seinem 1635 erfolgten Tod hilfreich zur Seite.
1636 flüchtete Anna Sophia vorübergehend in das in Weimar gelegene Rote Schloss. 1639 ließ sie in Kranichfeld eine neue Schule errichten, erhöhte die Bezahlung der Lehrer und führte dort Ratkes Unterrichtsmethode ein. Die von ihr veranlasste Schuldordnung von 1642 diente als Vorbild für andere schwarzburgische Fürsten. Andererseits übernahm sie die anhaltinische Kirchenordnung in ihrem Herrschaftsgebiet. Mehrmals erließ sie geschädigten Bauern die Steuern und verfügte 1644 Vorschriften für Hochzeits- und Begräbnisbräuche. Ferner versuchte sie Missbräuche abzustellen und die zahlreichen verlassenen Gehöfte durch ein neues Erbschaftsgesetz wieder zu bewirtschaften. In Kranichfeld ließ sie das Renaissanceschloss verschönern, erhob den Ort zur Stadt und gewährte den Einwohnern die Abhaltung eines Wochenmarkts. In Könitz ließ sie eine Wasserleitung anlegen und stattete auch die dortige Kirche aus. So sorgte sie für das Wohl ihrer Untertanen. Sie starb am 9. Juni 1652 im Alter von knapp 68 Jahren in Oberkranichfeld und wurde am folgenden 25. August in der Stadtkirche von Rudolstadt beigesetzt.